# Sainte-Marie-de-Vaux
Sainte-Marie-de-Vaux település Franciaországban, Haute-Vienne megyében. Lakosainak száma 206 fő (2022. január 1.). Sainte-Marie-de-Vaux Cognac-la-Forêt, Saint-Victurnien, Saint-Yrieix-sous-Aixe és Verneuil-sur-Vienne községekkel határos.

## Népesség
A település népessége az elmúlt években az alábbi módon változott:
| Lakosok száma | 197  | 205  | 210  | 209  | 207  | 204  | 202  | 204  | 206  |
|               | 2013 | 2015 | 2016 | 2017 | 2018 | 2019 | 2020 | 2021 | 2022 |